# Liocichla
Liocichla es un género de aves de la familia Leiothrichidae. Se distribuyen en Asia, desde la India a China.

## Especies
El género tiene las siguientes especies:
- Liocichla omeiensis – charlatán del Omei.
- Liocichla steerii – charlatán de Steere
- Liocichla phoenicea – charlatán carirrojo.
- Liocichla ripponi – charlatán de Rippon.
- Liocichla bugunorum – charlatán bugun.